# Gusić (jezero)
Gusić jezero ili kompenzacijski bazen Gusić polje je umjetno akumulacijsko jezero u Hrvatskoj. Nalazi se u Ličko-senjskoj županiji, u blizini sela Brlog. Površina iznosi 68 hektara i zapreminu 1,3 milijuna m³. Akumulira vode rijeke Gacke za potrebe hidroelektrane Senj, s kojom je povezana kanalom, koji vodi ispod Velebita.